# Platygraphis isabella
Platygraphis isabella là một loài bướm đêm trong họ Crambidae.